# Abstract
Ein Abstract ist eine prägnante Zusammenfassung bzw. Inhaltsangabe einer wissenschaftlichen Arbeit, ein Abriss ohne Interpretation und Wertung, der die zentralen Inhalte der eigentlichen Veröffentlichung hinsichtlich Thematik, Methodik und Ergebnissen skizziert. Es steht für sich alleine oder wird dem Gesamtdokument vorangestellt. Die DIN 1426 führt in deutscher Sprache den Begriff Kurzreferat an; ebenfalls üblich ist der Terminus Kurzfassung. Im Englischen wird teils auch der Begriff Summary synonym verwendet. Die Methode zur Erstellung eines Abstracts wird als Abstracting bezeichnet. 
Die Definition des American National Standards Institute (ANSI) lautet:

“An abstract is defined as an abbreviated accurate representation of the contents of a document.”

„Ein Abstract ist definiert als eine gekürzte präzise Darstellung des Inhalts eines Dokuments.“

## Typen von Abstracts
Man unterscheidet das ersetzende, das informative und das indikative Abstract, sowie Autoren- und Fremdreferate. 
Eine weitere Variante ist das Graphical abstract, auch Visual abstract, das eine grafische Darstellung bzw. Visualisierung des schriftlichen Abstracts ist. 

## Merkmale eines Abstracts
- Objektivität: Es soll sich jeder persönlichen Wertung enthalten.
- Kürze: Es soll so kurz wie möglich sein.
- Verständlichkeit: Es weist eine klare, nachvollziehbare Sprache und Struktur auf.
- Vollständigkeit: Alle wesentlichen Sachverhalte sollen enthalten sein.
- Genauigkeit: Es soll genau die Inhalte und die Meinung der Originalarbeit wiedergeben.[6]
- Redundanzfreiheit: Wiederholungen sind zu vermeiden.
- Fehlerfreiheit: Formfehler und inhaltliche Fehler sind zu vermeiden.[7]

## Verwendung und Funktionen
Abstracts können in vieler Hinsicht verwendet werden – zum Beispiel zur Feststellung von Relevanz: Es soll schnell und exakt zu erkennen sein, ob das Dokument für die Fragestellung relevant ist und der Leser das Originaldokument noch lesen muss. Weiterhin dient es zur Informationsgewinnung: Das Abstract soll die wesentlichen Informationen liefern, auch ohne dass das Originaldokument gelesen werden muss. Auch für Forschungsberichte und Ähnliches sind Abstracts nützlich: Sie können teilweise der Öffentlichkeit zugänglich gemacht werden, falls dies beim Originaldokument nicht möglich ist.
Soweit Abstracts im Volltext suchbar sind, erfüllen sie als Metadatum auch eine Zugangsfunktion. Abstracts enthalten meist wichtige Suchbegriffe und Schlüsselwörter, die dazu beitragen, dass das Dokument bei der Suche mit diesen Begriffen gefunden wird.
Üblicherweise müssen wissenschaftliche Artikel ein Abstract enthalten, typischerweise von 100 bis 150 Wörtern, ohne Bilder und Literaturzitate und in einem Absatz. 
Bei Konferenzen wird in der Regel verlangt, ein Abstract einzureichen, damit das wissenschaftliche Organisationsteam entscheiden kann, welche der gewünschten Vorträge zugelassen werden. Diese Abstracts sind in der Regel etwas länger und können häufig Bilder, Literaturzitate auf bis zu zwei DIN-A4-Seiten enthalten. Auch für Sammelbände werden sogenannte Calls for abstracts, eine Variante des Call for papers ausgegeben.

## Grenzformen des Abstracts
Das „ersetzende“ Referat soll das Lesen des Originaldokumentes ersparen und stellt eine Komprimierung des Originaldokumentes dar.
Das „kritische“ Referat ist eine explizite Stellungnahme und kann beispielsweise bei Informationsdiensten oder Nachrichtendiensten eingesetzt werden, die sich an bestimmte Personenkreise wenden.

## Fehler in Abstracts
Untersuchungen zufolge sind viele Abstracts fehlerhaft, d. h. sie fassen Daten zusammen, die im Textkorpus nicht enthalten sind, sind in der Darstellung inkonsistent zu den im Text präsentierten Daten oder ziehen fehlerhafte Schlussfolgerungen.
Konkrete Anweisungen an die Wissenschaftler, wie Abstract zu verfassen sind, können diese Fehlerrate reduzieren.